# Eddie Harris
Eddie Harris (ur. 20 października 1934 w Chicago, zm. 5 listopada 1996 w Los Angeles) – amerykański muzyk jazzowy, grający na saksofonie tenorowym i saksofonie elektrycznym. Grał także na fortepianie i fortepianie elektrycznym.
Poruszał się stylistycznie w hard bopie, soulu, funku, mainstreamie i jazz fusion. Lubił eksperymentować z nowym instrumentarium, m.in. grał na trąbce z ustnikiem od puzonu, na saxobonie (saksofon z ustnikiem puzonu) i na guitorganie (połączenie gitary z organami).
Album The Electrifying Eddie Harris (1967) dostał się na 2. miejsce Listy Rhythm&Blues wydawanej przez Billboard.
Najpopularniejsze albumy nagrywał od połowy lat 60 do końca 70. Jest autorem wielu standardów jazzowych, a jego najsłynniejszym utworem, nagranym przez Milesa Daviesa w 1960 był "Listen Here".

## Dyskografia
- Exodus to Jazz, 1961 Vee Jay Records
- Mighty Like A Rose, 1961 Vee Jay Records
- Jazz for Breakfast at Tiffany's, 1961 Vee Jay Records
- A Study In Jazz, 1962 Vee Jay Records
- Eddie Harris Goes To The Movies, 1962 Vee Jay Records
- Bossa Nova, 1963 Vee Jay Records
- Half and Half, 1963 Vee Jay Records
- Cool Sax, Warm Heart, 1964 Columbia
- Here Comes The Judge, 1964 Columbia
- Cool Sax From Hollywood To Broadway, 1965 Columbia
- The In Sound, 1965 Atlantic Records
- Mean Greens, 1966 Atlantic
- The Tender Storm, 1967 Atlantic, muzycy: Cedar Walton (p), Ron Carter (b), Bobby Thomas (dr)
- The Electrifying Eddie Harris, 1968 Atlantic
- Pourquoi L'Amérique, 1968 AZ (ścieżka filmowa)
- Plug Me In, 1968 Atlantic
- Silver Cycles, 1968 Atlantic
- Sculpture, 1969 Buddah
- High Voltage, live album 1969 Atlantic
- Swiss Movement, 1969 Atlantic; z Les McCann'em
- Come on Down, 1970 Atlantic
- Free Speech, 1970 Atlantic
- Smokin', 1970 Janus Records
- Second Movement, 1971 Atlantic, z Les McCann'em
- Live At Newport, 1971 Atlantic
- Love...From A Horn, 1972 Harmony
- Instant Death,1972 Atlantic
- Eddie Harris Sings The Blues, 1972 Atlantic
- Excursions, double LP, 1973 Atlantic
- Eddie Harris In The UK, 1974 Atlantic; muzycy: Albert Lee, Jeff Beck, Steve Winwood, Chris Squire, Alan White (dr), Tony Kaye, Rufus Reid, Ronald Muldrow, Ian Paice
- Is It In, 1974 Atlantic
- I Need Some Money, 1975 Atlantic, z Ronaldem Muldrowem
- Bad Luck Is All I Have, 1975 Atlantic
- That Is Why You're Overweight, 1976 Atlantic
- The Reason Why I'm Talking S**t, 1976 Atlantic
- How Can You Live Like That?, 1977 Atlantic
- I'm Tired of Driving, 1978 RCA
- Playin' With Myself, 1979 RCA
- Sounds Incredible, 1981 AFE Records
- The Versatile Eddie Harris, 1981 Atlantic
- The Real Electrifying Eddie Harris, 1982 Ubiquity Records
- Eddie Who?, 1986 Timeless Records
- People Get Funny, 1987 Timeless Records
- Live in Berlin, 1989 Timeless Records
- Live at the Moonwalker, 1990 Moonwalker Label
- A Tale of Two Cities, 1991 Virgin Japan
- There Was a Time - Echo of Harlem, 1991 Enja Records
- For You, For Me, For Everyone, 1992 Steeplechase
- Yeah You Right, 1993 Lakeside
- Listen Here, 1993 Enja
- Vexatious Progressions, 1994 Flying Heart Records
- The Battle of the Tenors, 1994, z Wendellem Harrisonem
- All The Way-Live, (nagranie 1981) 1996 Milestone Records z Jimmym Smithem
- The Last Concert, CD 1997; wraz z WDR Big Bandem

Składanki
- The Best of Eddie Harris, 1970 Atlantic
- Black Sax, 1975 GNP Crescendo Records
- Exodus: The Best of the Vee-Jay Years, 2005 Charly Records